# Swim Team
Pour plus de détails, voir Fiche technique et Distribution.
Swim Team est un film américain réalisé par Lara Stolman, sorti en 2016.

## Synopsis
Le film suit l'équipe de natation des Jersey Hammerheads basée à Perth Amboy et dont les membres ont tous des troubles du spectre de l'autisme.

## Fiche technique
- Titre : Swim Team
- Réalisation : Lara Stolman
- Musique : Mark Suozzo
- Photographie : Laela Kilbourn
- Montage : Ann Collins
- Production : Shanna Rosen Belott et Lara Stolman
- Société de production : Woodland Park Productions
- Société de distribution : Argot Pictures (États-Unis)
- Pays :  États-Unis
- Genre : Documentaire
- Durée : 90 minutes
- Dates de sortie : 
  -  États-Unis : 9 octobre 2016 (Hot Springs Documentary Film Festival), 7 juillet 2017

## Distinctions
En 2017, le film a reçu le Human Spirit Award au festival du film de Nashville.